# George du Maurier
George Louis Palmella Busson du Maurier (París (Francia), 6 de marzo de 1834 - Londres (Inglaterra), 8 de octubre de 1896) fue un autor y caricaturista francés.

## Biografía
Du Maurier estudia arte en París, mudándose más tarde a Amberes (Bélgica), en donde pierde la visión de su ojo izquierdo. Debido a eso y ya en Alemania, debe consultar a un oculista en Düsseldorf, en donde conoce a su futura esposa, Emma Wightwick. Du Maurier sigue a la familia de Wightwick a Londres, donde se casa en 1863.
En 1865, du Maurier comienza a trabajar en la revista Punch, en la que publica dos caricaturas a la semana. Sin embargo, debido a sus problemas de visión, debe reducir su trabajo en la misma. Posteriormente, en 1891,se muda a Hampstead, donde escribe tres novelas.
Su segunda novela, Trilby (1894), es característica del estilo gótico de terror, muy popular a fines del siglo XIX. La novela inspiró a Gastón Leroux para El fantasma de la ópera.
George du Maurier fue el padre del actor Gerald du Maurier y abuelo de las escritoras Angela du Maurier y Daphne du Maurier. Así mismo, fue el padre de Sylvia Llewelyn Davies y por lo tanto abuelo de los niños que inspiraron la creación de Peter Pan.
Du Maurier muere en Londres y es enterrado en St John-at-Hampstead.